# Catocala brandti
Catocala brandti là một loài bướm đêm thuộc họ Erebidae. Nó được tìm thấy ở Hy Lạp, tây nam Thổ Nhĩ Kỳ, Iran và Israel.

## Phụ loài
- Catocala brandti brandti (Thổ Nhĩ Kỳ, Iran và Israel)
- Catocala brandti schaideri (Hy Lạp)